# 9333 Hiraimasa
9333 Hiraimasa este un asteroid din centura principală de asteroizi.

## Descriere
9333 Hiraimasa este un asteroid din centura principală de asteroizi. A fost descoperit pe 15 octombrie 1990 la Kitami de Kin Endate și Kazuro Watanabe. Asteroidul prezintă o orbită caracterizată de o semiaxă mare de 2,58 ua, o excentricitate de 0,17 și o înclinație de 17,1° în raport cu ecliptica.